# Ноэль, Маржори
Маржори Ноэль (фр. Marjorie Noël, урожд. — Франсуаза Ниво (фр. Françoise Nivot); 25 декабря 1945, Париж, Франция — 30 апреля 2000, Кавайон, Воклюз, Франция) — французская певица, представительница Монако на конкурсе песни «Евровидение-1965».

## Биография

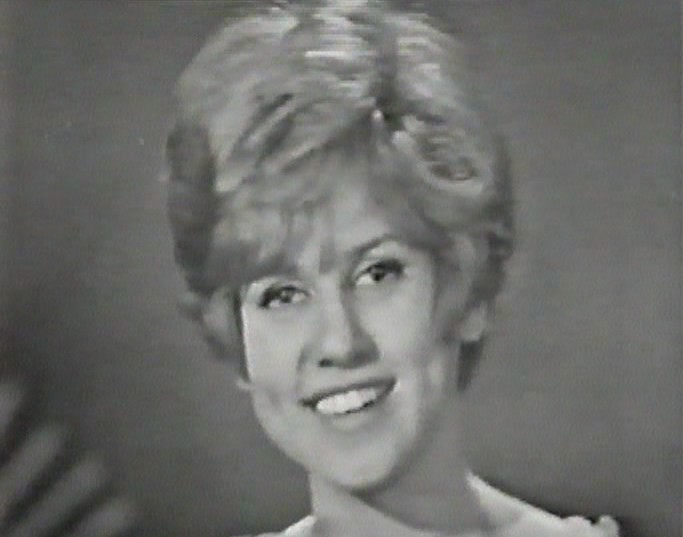
Маржори Ноэль на Евровидении-1965

### Карьера
Ноэль начала свою музыкальную карьеру в 1964 году. Выпущенная ею композиция «Tu vas partir» стала популярной во франкоязычных странах.

### Евровидение
В 1965 году Ноэль была выбрана для того, чтобы представить Монако на 10-м конкурсе песни «Евровидение-1965» с песней «Va dire à l’amour». С результатом в 7 баллов, Маржори заняла девятое место.

### Дальнейшая жизнь и карьера
В 1965 году Ноэль участвовала на фестивале «La Rose d’Or festival». В 1967 году Маржори покинула свой шоу-бизнес, прожив всю свою оставшуюся жизнь в анонимности.
30 апреля 2000 года Ноэль умерла от церебральной аневризмы в возрасте 54 лет.

## Личная жизнь
В 1968 году Ноэль вышла замуж за Робера Строппиана. У пары родились двое сыновей: Франк (род. 1969) и Оливье (род. 1971).

## Дискография
- 1964: «Tu vas partir»
- 1964: «Si j'étais plus jolie qu’elle»
- 1965: «Va dire à l’amour»
- 1965: «Je te dis mon âge»
- 1965: «Fais attention»
- 1966: «Les portes-clefs»
- 1967: «Au temps des princes charmants»